# Toronto-Dominion Bank
Toronto-Dominion Bank (fr. Banque Toronto-Dominion) – kanadyjska międzynarodowa korporacja sektora bankowości i usług finansowych z siedzibą główną w Toronto. Znana też jako TD i działająca pod szyldem TD Bank Group (fr. Groupe Banque TD), powstała 1 lutego 1955 z połączenia dwóch banków: Bank of Toronto oraz The Dominion Bank, założonych odpowiednio w 1855 i 1869 roku.
W 2017 roku był to bank o największej sumie aktywów w Kanadzie, a także 14. pod względem kapitalizacji bank na świecie.
Centrala grupy znajduje się w Toronto-Dominion Centre.
W Stanach Zjednoczonych grupa oferuje usługi bankowości komercyjnej jako tzw. national bank: TD Bank, N.A.